# إيربيت
إيربيت (بالروسية: Ирбит) هي إحدى مدن روسيا في الكيان الفدرالي الروسي سفيردلوفسك أوبلاست.